# موروس
موروس (به ایتالیایی: Muros) یک کومونه در ایتالیا است که در استان ساساری واقع شده‌است.

## خصوصیات
موروس ۱۱٫۲ کیلومترمربع مساحت و ۷۶۰ نفر جمعیت دارد.